# Bahnhof Heyerode

Der Bahnhof Heyerode war eine Betriebsstelle der Bahnstrecke Mühlhausen–Treffurt in der heutigen Landgemeinde Südeichsfeld im thüringischen Unstrut-Hainich-Kreis.

## Lage
Auch wenn die Bahnstrecke am nördlichen Dorfrand von Heyerode vorbei führte, konnte sich die Gemeinde Heyerode und ihre Einwohner nicht mit der Bahngesellschaft über den Standort des Bahnhofes einigen. Schließlich wurde er auf der Gemarkung des Dorfes Niederdorla bei Streckenkilometer 17,25 errichtet, deren Gemarkungsgrenze unmittelbar östlich von Heyerode verläuft.
Das Terrain des Bahnhofes befindet sich auf dem Kamm des Hainiches auf einer Höhe von ungefähr 428 m ü. NN und ist gleichzeitig der höchste Punkt der Bahnstrecke. Die nächsten Bahnhöfe waren Langula im Osten und Diedorf im Westen. Der Weg vom Dorf zum abseits gelegenen Bahnhof führte über die Bahnhofstraße zum Grenzhaus Heyerode und weiter die heutige Landesstraße 2104. Einen Kilometer westlich befindet sich das größte Brückenbauwerk der Bahnstrecke, das Heyeröder Viadukt.

## Geschichte
Die Eisenbahnstrecke wurde zunächst am 1. April 1911 zwischen Treffurt und dem Bahnhof Heyerode fertiggestellt, die Reststrecke nach Mühlhausen folgte am 1. Juli 1911. Der Bahnhof Heyerode sollte nicht nur den Personen- und Güterverkehr der Region verbessern, sondern auch den Tourismus in der Hainichregion vorantreiben. Da Niederdorla neben dem Bahnhof bereits mit der Waldgaststätte und Kurhaus „Grenzhaus“ einen Anziehungspunkt besaß, sollte der Ausflugs- und Kurbetrieb erweitert werden. Einen weiteren Aufgabenbereich umfasste der Abtransport von Holz aus dem Hainichwald.
Mit dem Ende des Zweiten Weltkrieges und der Sperrung der Bahnstrecke im Bereich der Sowjetisch-Amerikanischen Besatzungszone bei Treffurt begann der Bedeutungsverlust der Bahnverbindung. 1968 wurde der Streckenabschnitt zwischen Wendehausen und Langula stillgelegt und damit auch der Bahnhof Heyerode. Zunächst wurde das Bahnhofsgelände noch für Rückbauarbeiten genutzt, dann stand der Bahnhof eine Zeit lang leer.
Von 1971 bis 1990 gehörte der Bahnhof dem VEB Westthüringer Kammgarnspinnereien Mühlhausen und diente als Ferien- und Urlauberheim. Seit 1996 ist er in Besitz der Mühlhäuser Werkstätten für Behinderte, die dort zwei Jahre später den Landgasthof „Alter Bahnhof“ eröffneten.

## Ausstattung

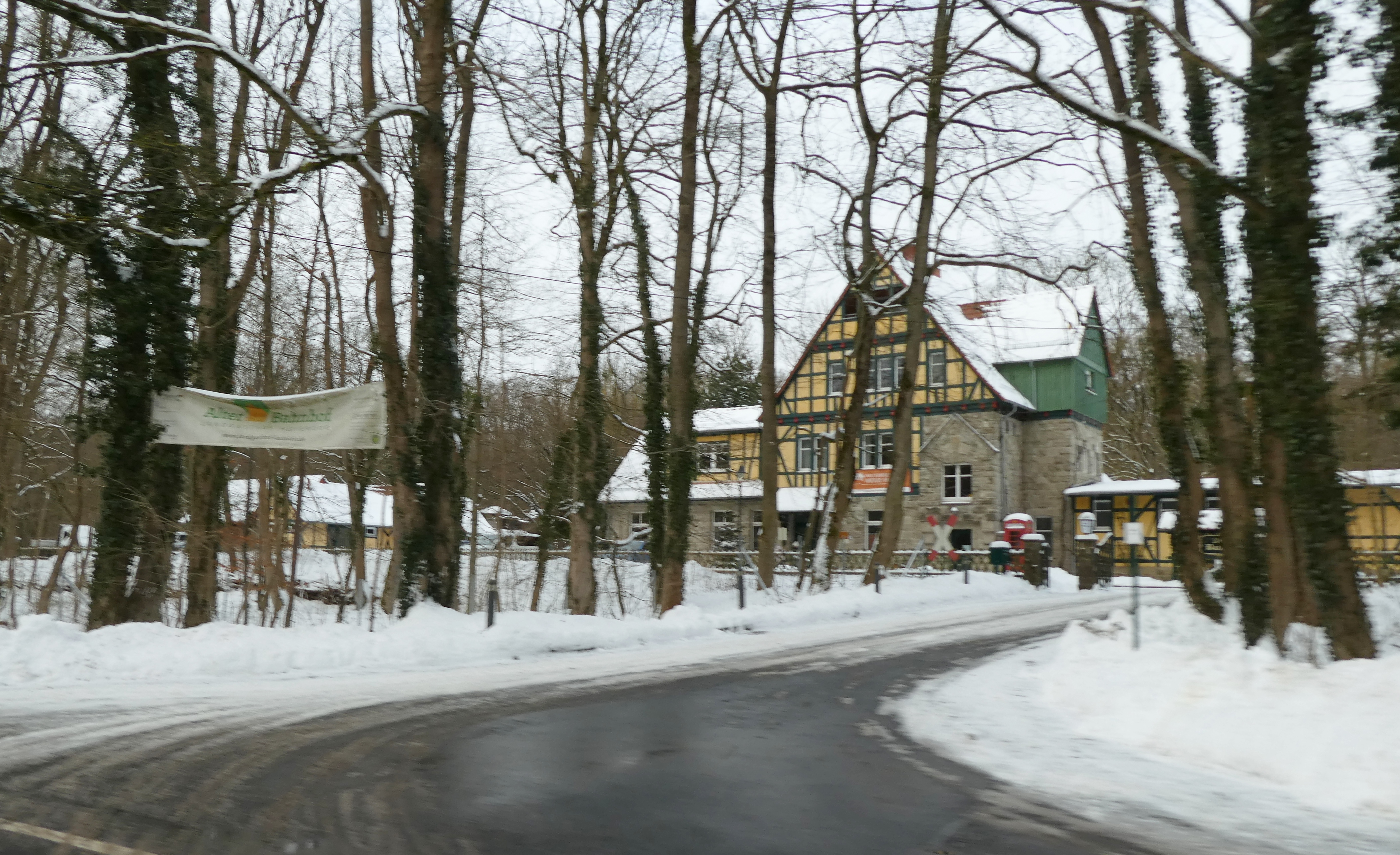
Zufahrt zum Bahnhof im Winter 2024

Zum Bahnhof gehörten insgesamt sechs Gleise mit zwei Bahnsteigen und einer Gleiswaage am Freiladegleis, von denen zwei Gleise 1945 zurückgebaut wurden. Von den Zwischenbahnhöfen entlang der Bahnstrecke war das hiesige Empfangsgebäude das bedeutendste. Das Empfangsgebäude hatte einen Dienstraum, einen Warteraum, eine Schalterhalle und Wohnungen für Bedienstete des Bahnhofes. Daneben stand der Güterschuppen und weitere Bahngebäude. Für die Wasserversorgung des Bahnhofes wurde ein Tiefbrunnen angelegt und im Empfangsgebäude ein Hochbehälter angelegt. Vermutlich waren zwei Wasserkräne hinter den Bahnsteigen aufgestellt, da die Lokomotiven nach den beidseitigen langen Anstiegen Wasser fassen mussten.

## Heutige Nutzung
Durch die jahrzehntelange Nachnutzung befindet sich das gesamte Bahngelände mit dem ehemaligen Empfangsgebäude und angrenzenden Güterschuppen in einem guten Zustand. Der Landgasthof bietet ein Innen- und Außenrestaurant, verschiedene Übernachtungsmöglichkeiten, einen kleinen Kinderbauernhof und weitere touristische Angebote.
Auf der ehemaligen Bahntrasse führt jetzt der Unstrut-Werra-Radweg am Bahnhof vorbei. Am Bahnhof gibt es eine e-Bike-Ladestation mit Außensteckdosen. Verschiedene Wanderwege, wie der Rennstieg und der Barbarossaweg führen am Bahnhof vorbei.